# Roeselia costisquamosa
Roeselia costisquamosa är en fjärilsart som beskrevs av De Toulgoët 1954. Roeselia costisquamosa ingår i släktet Roeselia och familjen trågspinnare. Inga underarter finns listade.